# Michael Meyer (Fußballspieler)
Michael Meyer (* 5. März 1951) ist ein ehemaliger deutscher Fußballspieler, der zwischen 1971 und 1982 für die BSG Stahl Riesa und die BSG Chemie Leipzig in der DDR-Oberliga, der höchsten Spielklasse im DDR-Fußball, spielte.

## Sportliche Laufbahn
1970 stieg der 19-jährige Michael Meyer mit der 2. Mannschaft der Polizeisportgemeinschaft Dynamo Dresden in die zweitklassige DDR-Liga auf. Während er in der Saison 1970/71 mit 23 Einsätzen in der DDR-Liga und zwei Toren Stammspieler der 2. Mannschaft gewesen war, wurde er dort 1971/72 in der Hinrunde nur noch fünfmal aufgeboten, schoss aber drei Tore. Im November 1971 wurde Meyer zum benachbarten Oberligisten Stahl Riesa abgegeben, wo er bis zum Saisonende als Stürmer 14 Oberligaspiele bestritt und weitere zwei Tore erzielte. Am Ende der Saison stieg Stahl Riesa ab, und Meyer fand sich 1972/73 erneut in der DDR-Liga wieder, bestritt dort aber nur ein Spiel. Danach wechselte er zu Chemie Leipzig, wo er 1973/74 wieder in der Oberliga spielte. In den 26 Punktspielen kam er 19-mal zum Einsatz, wurde aber meist als Einwechselspieler eingesetzt und war auch mit seinen zwei Toren relativ erfolglos. Anschließend stieg er mit seiner neuen Mannschaft wieder in die DDR-Liga ab. Dort entwickelte er sich zu einem Aktivposten, absolvierte 21 der 22 Punktspiele, wurde in allen acht Aufstiegsspielen eingesetzt und schoss insgesamt sechs Tore. Der Mannschaft gelang die sofortige Rückkehr in die Oberliga. In der Spielzeit 1975/76 startete Meyer in seine dritte Oberligasaison, die zu seiner erfolgreichsten wurde. Hauptsächlich als Linksaußenstürmer spielend versäumte er nur ein Punktspiel und wurde mit seinen sechs Treffern Torschützenkönig der Chemiker. Er konnte es aber nicht verhindern, dass er zum dritten Mal abstieg. In den nächsten beiden Spielzeiten verharrte Chemie Leipzig in der DDR-Liga. Erst 1979 gelang der Mannschaft die Rückkehr in die Oberliga, woran Meyer mit 19 von 22 Punktspielen und zehn Toren sowie acht Aufstiegsspielen mit einem Tor wieder maßgeblich beteiligt war. Der Oberligaaufenthalt dauerte aber wieder nur ein Jahr. Es war Meyers letzte Oberligasaison, in der er noch einmal 20 Punktspiele bestritt, aber erstmals seit 1973 ohne Torerfolg blieb. In der DDR-Liga-Saison 1980/81 wurde er noch einmal in zehn Ligaspielen eingesetzt, sein einziges Tor war zugleich das letzte für Chemie Leipzig. Zur Saison 1981/82 wechselte Meyer zum Ligakonkurrenten Stahl Nordwest Leipzig. Bis 1984 bestritt er zwei Spielzeiten in der DDR-Liga, unterbrochen 1982/83, als Stahl NW nach Abstieg in der Bezirksliga spielte. Für die Stahlwerker kam Meyer auf 20 DDR-Liga-Einsätze und erzielte dabei ein Tor. Im Sommer 1984 beendete er 33-jährig seine Laufbahn als Fußballspieler im Leistungsbereich. Innerhalb von 13 Spielzeiten hatten er im höherklassigen Fußball 78 Oberligaspiele (10 Tore) und 122 DDR-Liga-Spiele (39 Tore) bestritten. Er war danach als Fußballtrainer tätig, unter anderem von 2009 bis 2011 als Co-Trainer bei der Frauenmannschaft des 1. FC Lokomotive Leipzig und ebenfalls als Co-Trainer 2014, als der FC International Leipzig den Spielbetrieb aufnahm.